# Ruta Provincial A 104 (Córdoba)
La Ruta Provincial A-104, más conocida como Camino a San Antonio, es una vía de tránsito asfaltada argentina. Está ubicada en la zona sur de la ciudad de Córdoba, capital de la provincia homónima.

Es una vía de apenas unos 6 kilómetros de extensión, que discurre en forma recta y radial en sentido norte-sur y su final se ubica en el límite del departamento Capital.
Si bien tradicionalmente era conocida como Camino a San Antonio, antes de llamarse Ruta Provincial A-104 se la denominaba Ruta U-104

Luego, con la sistematización de gran parte de los caminos de la provincia, pasó a denominarse como el artículo lo refiere.

## Recorrido
La ruta provincial A 104, nace en la Avenida de Circunvalación, y en forma transversal a ésta, alcanza los 6 kilómetros.

A lo largo de su recorrido, da acceso a numerosos barrios de la zona sur de la ciudad, así como también a algunas explotaciones agrícolas que producen hortalizas para comercializar en la ciudad de Córdoba.

En sus márgenes, también se encuentran establecimientos industriales, dependencias de algunas empresas de transporte y campos de deportes de algunas instituciones públicas y privadas.

Al igual que sus gemelas:  Ruta Provincial A-102 (Camino a 60 Cuadras)  y  Ruta Provincial A-103 (Camino San Carlos) , sus orígenes fueron para poder transportar los productos agrícolas hacia una ciudad que día tras día demandaba mayor cantidad de alimentos en función del creciente aumento poblacional.

Cabe destacar, que esta zona atravesada por estar tres rutas, era el destino final del gran Canal Maestro Sur. Aquella extraordinaria obra de ingeniería que junto al Canal Maestro Norte, diseñara, proyectara y ejecutara el Ingeniero Eugenio Dumesnil, con la construcción del, por aquellos años, enorme Dique Mal Paso.